# Племінна книга

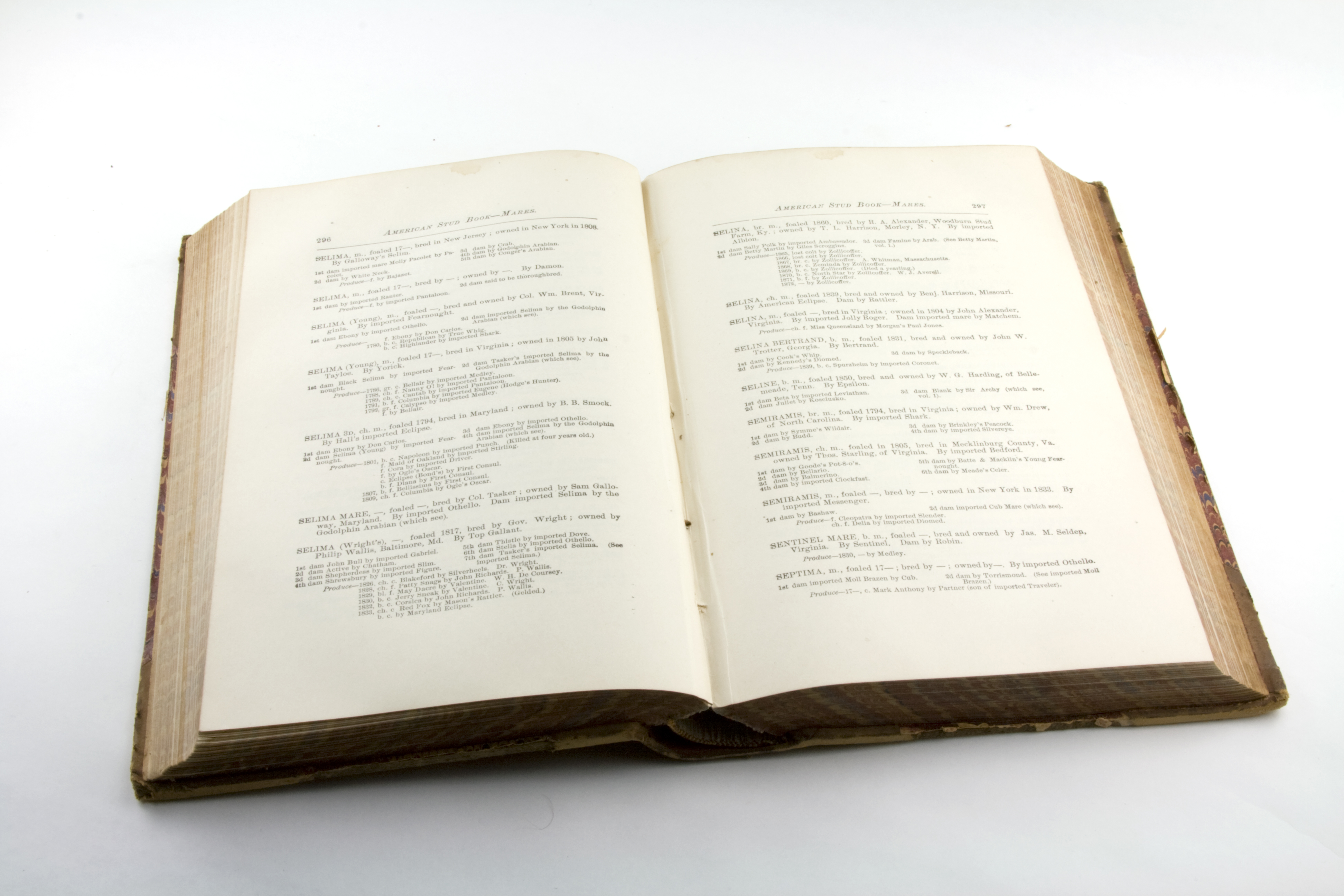
«Американська племінна книга», 2-й том, 1873 року видання. Том присвячений американським чистокровним верховим коням.

Племінна книга — книга, куди записують племінних тварин, які відповідають стандарту породи, для обліку їхніх племінних і продуктивних якостей та походження. Ведення племінної книги є необхідною умовою для племінної роботи в тваринництві. Вони дозволяють вивчати еволюцію порід, об'єднують діяльність селекціонерів з удосконалення тієї чи іншої породи, сприяють раціональному використанню ресурсів племінних тварин. Першу племінну книгу видано в Англії у 1793 році по чистокровній верховій породі коней (до неї були записані племінні коні з 1660 року).
Племінні книги бувають закриті і відкриті. В закриті племінні книги записують лише чистопородних тварин, предки яких уже були занесені у племінні книги. До відкритих племінних книг записують як чистопородних тварин, так і висококровних помісей (окремо). Племінні книги видаються товариствами тваринників, в деяких країнах — державними органами. В СРСР (на відміну від більшості капіталістичних країн) усі племінні книги були державними (держплемкниги) й відкритими, вони велися інспекціями Міністерства сільського господарства СРСР і союзних республік і їх обласними (крайовими) управліннями. Вимоги для запису в племінну книгу відповідають стандарту 1-го класу. Кращих тварин, що записані в племінну книгу, вносять до книги високопродуктивних тварин (КВТ). На записаних до племінної книги тварин видається атестат, згідно з яким підвищується вартість тварини та її приплоду.